# Eden, Cumbria
Eden este un district ne-metropolitan situat în Regatul Unit, în comitatul Cumbria din regiunea North West, Anglia.

## Orașe din cadrul districtului
- Alston
- Appleby-in-Westmorland
- Penrith

## Personalități
- John Bodkin Adams
- Aleister Crowley